# Монастир Кікос
Монастир Кікос (грец. Ιερά Μονή Κύκκου) — один з найбагатших і найвідоміших монастирів Кіпру. Повна назва — «Священний царський і ставропігійний монастир Кікської ікони Божої Матері». Розташований на горі Троодос. Належить Кіпрській православній церкві. Геральдичний символ цього монастиря є бджола. Цей монастир входить в комплекс споруд гірського району Троодос внесених у Список об'єктів Світової спадщини ЮНЕСКО на Кіпрі.
Монастир Святої Богородиці Кікос (Кікської Богородиці) був заснований наприкінці XI ст. візантійським імператором Олексієм I Комніним. Монастир знаходиться на висоті понад 1150 м метрів над рівнем моря на захід від гірської системи Троодос. Саме там в 1926 р. почав своє церковне служіння перший президент Кіпру Макарій III. Після смерті він також був похований у 3 км від монастиря, його могила в даний час є дуже популярним місцем відвідування туристів й паломників.

## Ікона Богородиці

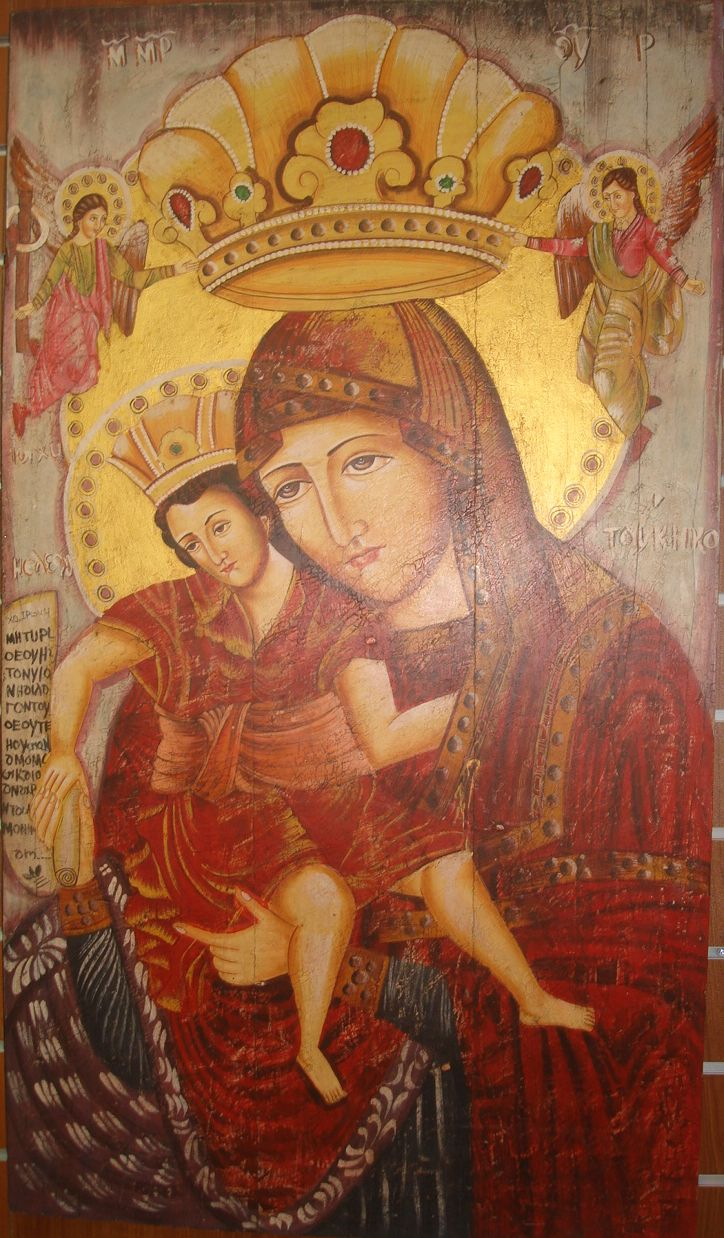
Без шат копія оригіналу ікони Богородиці монастиря Кікос

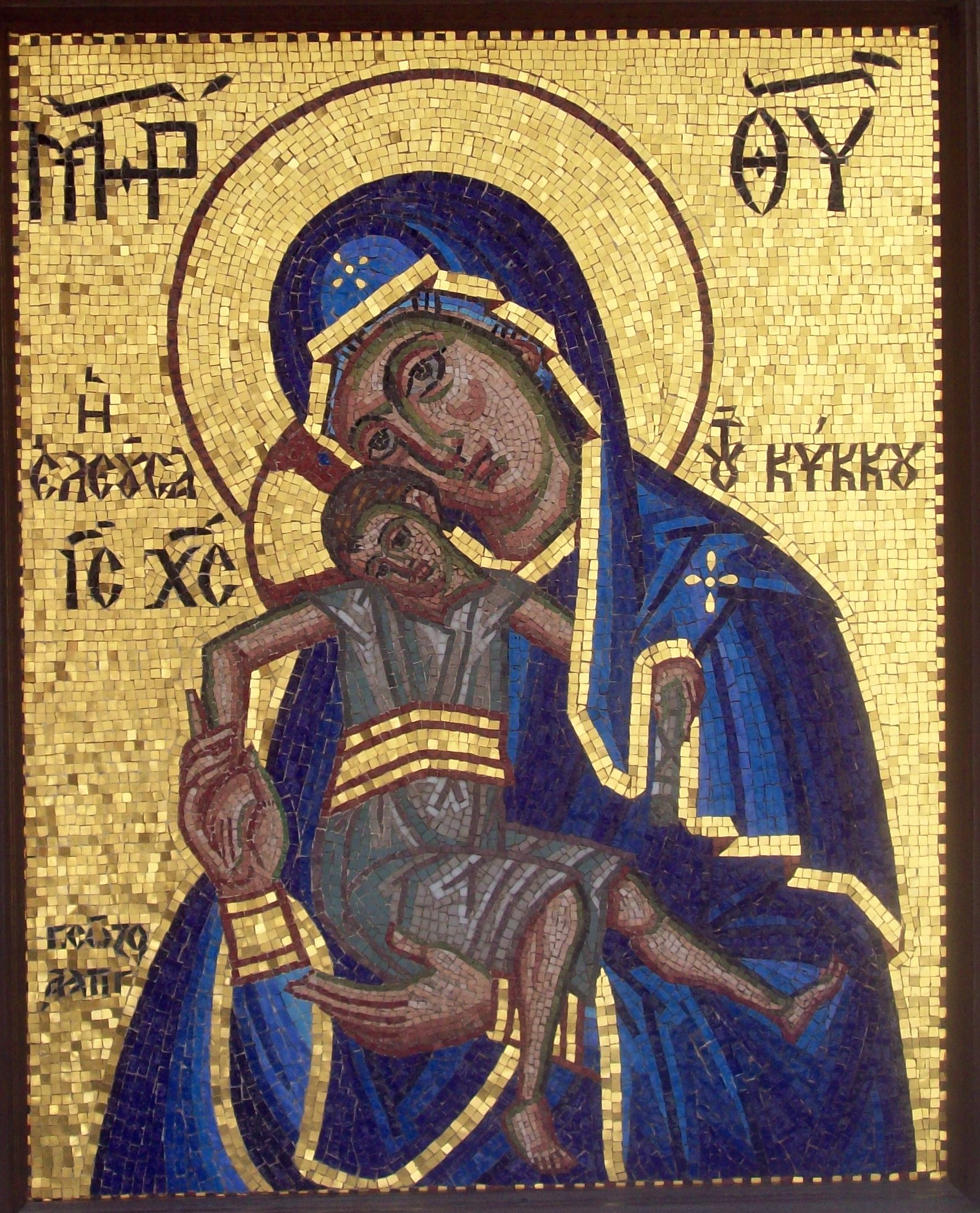
Мозаїка з ікони Кікської Богородиці (праворуч на стіні входу у внутрішній двір монастиря)

Згідно передання, цей монастир був заснований через ікону Богородиці, яку намалював особисто святий апостол і євангеліст Лука, яка стала прообразом інших копій ікон Діви Марії для Греції, Грузії, Єгипту, Ефіопії, Болгарії, Росії. Ця ікона носить назву «Богородиця Милостива» («Джерело милості») або «Кікської Божої Матері», від назви монастиря Кікос із назви чагарника грецькою «кокос», що росте в даній місцевості; і від співу птаха «кіку» у горах Троодосу. Крім згаданої реліквії є мироточива ікона, мощі святих (Івана Золотоустого, Івана Хрестителя та багато інших).
Згідно передання раніше ця ікона була подарована назореям Єгипту, котрі були під проводом святого апостола Марка (першим християнам, аскетам передуючим монашеству). У 980 р. цю ікону перевезли з Єгипту до м. Константинополь у царську родину Візантії. А візантійський імператор Олексій I Комнін передав згадану ікону у заснований ним храм монастиря Кікос. У 1365 р. монастир постраждав від пожежі, але ікона лишилися неушкодженою. Багато чудес від згаданої ікони записані у літописах монастиря відбувалися не лише з християнами, але й мусульманами.

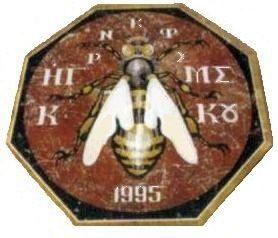
Символ монастиря Кікос, барельєф (Кіпр)

У 1576 р. ікона була покрита срібною позолоченою ризою, а нова риза (срібний оклад) була встановлена в 1795 р. Лик ікони Божої Матері закритий і останні століття не відкривається, розташована згадана Ікона Богородиці ліворуч на іконостасі храму цього монастиря (перший ярус), і її чудові властивості як і раніше залучають туди численних паломників. Протягом століть місцеві жителі почитали ікону, а чудеса, що відбувалися на острові, пояснювали її присутністю. Наприклад, врятування кіпрського аграрного регіону від нашестя сарани в 1760 році вважається одним з чудес цієї ікони. Вона також послужила зразком для багатьох інших ікон із зображенням Богородиці у всьому православному світі. Монастир руйнувався в наслідку пожежі, і нинішня структура монастиря датується 1831 роком. На сусідній горі споруджується додатковий храм монастиря. Для прочан споруджені готельні номери на території монастиря, автостоянка, крамниці і т. ін.
Символ цього монастиря є працелюбна й медоносна бджола.

## Музей
Музей монастиря Кікосу є унікальним сховищем культури та історії Кіпру, що з 1992 року відкритий щодня для відвідування паломниками й туристами (з 10 до 16 години між листопадом та квітнем, 10–18 год. у травні-жовтні). Експозиції музею мають декілька залів з витворами християнського мистецтва. Це музей розташований всередині самого монастиря і як його скарбниця становить невід'ємну частину. Його експонати, такі як ікони, святині, вишивки, рукописи, різьблення на дереві, облачення тощо, виставлені як частина виразу живого обожнювання (богопочитання) та історії монастиря. Велика колекція антикваріату та витворів мистецтва знайомить відвідувачів з історією острова Кіпр та християнської церкви Кіпру в цілому. Огляд скарбів експозиції музею монастиря супроводжується візантійською музикою, відповідним освітленням.